# 39 (број)
39 је број, нумерал и име глифа који представља тај број. 39 је природан број који се јавља после броја 38, а претходи броју 40.

## У математици
- Је збир пет узастопних простих бројева: 3 + 5 + 7 + 11 + 13 = 39

## У науци
- је атомски број итријума

## Остало
- Је међународни позивни број за Италију[1]
- Је број аутобуске линије у Београду који саобраћа на релацији Славија /Бирчанинова/ - Кумодраж[2]